# Чарфассон
Чарфассон (бенг. চরফ্যাশন, англ. Charfasson) — город на юге Бангладеш, административный центр одноимённого подокруга. Площадь города равна 29,26 км². По данным переписи 2001 года, в городе проживало 17 108 человек, из которых мужчины составляли 53,01 %, женщины — соответственно 46,99 %. Уровень грамотности населения составлял 39,43 % (при среднем по Бангладеш показателе 43,1 %). 